# Neutraface
Neutraface est une police de caractères linéale créée par le créateur de polices typographiques américain Christian Schwartz.